# 韩国劳动组合总联盟
韩国劳动组合总联盟（韓語：한국노동조합총연맹）是韩国的工会组织，对外简称韩国劳总或大韩劳总。韩国劳总的前身是于1946年成立的“大韩独立促进全国劳动总同盟”，后于1960年11月更名为韩国劳总。其于1949年作为创立成员之一加入了国际自由工会联盟(ICFTU)。自民主化運動後，韓國勞總後立場傾向支持共同民主黨。

## 历史
大韩独立促成劳动总联盟于1946年3月1日成立，是由大韩独立促成全国青年总联盟（简称“韩独青联”）劳动部分离後所成立的右翼政治團體。联盟與1946年5月1日正式开始组织成立工作，后于1949年4月29日成立矿山劳动联盟。其于11月23日参加国际自由工会联盟创立大会，韩独青联成为国际自由工会联盟成员。
1959年8月，大韩劳总开始分裂。同年10月成立了第二劳总全国工会协议会，议长由金末龙担任。1960年2月18日，首尔劳动会馆开馆。1960年爆发4.19革命，委员长金基玉被驱逐，同年5月大韩劳总干部全部辞职。11月25日举行了全国劳动团体统合大会，当时韩国劳总和民主劳协合并，成立了韩国劳动组合总联盟（韩国劳联）。
1961年5月18日，朴正熙发动军事政变，5月19日劳工运动被全部禁止，此外朴正熙军事政权还宣布了媒体出版事前检查、禁止出国旅行、禁止散布流言蜚语等政策。革命委员会改编为“国家再建最高会议”，所有政党、工会、社会团体必须于5月23日前解散。
1961年8月，朴正熙修订了《关于劳动者团体活动的临时措施法》和《关于社会团体登记的法律》中的相关条例，恢复了有限的工会活动，同时韩国劳动团体重建组织委员会成立，在重建组织纲要中宣布建立各产业的组织体制，并成立中央劳动委员会。
1968年6月28日，其对制定「资本市场培育法」展开反对斗争，组成斗争委员会，制定包括罢工在内的阶段性斗争战略。1969年9月11日，纤维工会棉纺分会举行罢工，纺织协会停止工作。同年12月，政府将《外国人投资企业的工会及争议调整相关临时特例法》提交国务会议后，设立了“守护劳动基本权利斗争委员会”，召开总动员大会。1970年1月3日，抗议外国投资企业临时特例法的通过，并宣布韩国劳总参与政治斗争。同月7日，成立韩国经营者总联合会。12月12日，全国观光工会从铁道工会中独立，韩国劳总加盟工会增至17个。1971年1月6日，设立韩国劳总劳动咨询所。
自韓國勞總成立以來，其立場較傾向與當局合作，實行社會改良主義式的工會運動。相較於民主勞總而言，其所持立場與鬥爭方式均更為溫和。民主勞總通常立場與鬥爭方式均較為激進，韓國勞總則較溫和。在這些方面上的分歧致使兩者產生衝突。民主勞總曾批判韓國勞總是「溫和的御用勞組」。